# Nemunaitis
Nemunaitis is een plaats in de gemeente Alytus in het Litouwse district Alytus. De plaats telt 218 inwoners (2001).